# Julio Franco
Julio César Robles Franco (né le 23 août 1958 à Hato Mayor, République dominicaine) est un joueur et entraîneur de baseball. Il joue dans les Ligues majeures de baseball à différentes positions du champ intérieur pendant 23 saisons, de 1982 à 2007 et était, à 48 ans, le joueur le plus âgé à sa dernière année. Trois fois invité au match des étoiles, trois fois gagnant d'un Bâton d'argent comme joueur de deuxième but et d'un autre comme frappeur désigné, il est champion frappeur de la Ligue américaine en 1991 avec les Rangers du Texas.
Franco a aussi joué au Japon, en Corée du Sud, au Mexique et en République dominicaine. En 2015, âgé de 56 ans, il était joueur et gérant des Ishikawa Million Stars, un club de la ligue indépendante Baseball Challenge League, au Japon.

## Biographie
Julio Franco termine sa carrière dans le baseball majeur avec 2 586 coups sûrs, le plus haut total de l'histoire pour un joueur dominicain. Son record est battu le 26 septembre 2011 par Vladimir Guerrero.

## Équipes et ligues
- Phillies de Philadelphie (Ligue nationale de baseball, États-Unis) :  1982
- Indians de Cleveland (Ligue américaine de baseball, États-Unis) :  1983-88, 1996-97
- Rangers du Texas (Ligue américaine de baseball, États-Unis) :  1989-93
- White Sox de Chicago (Ligue américaine de baseball, États-Unis) :  1994
- Chiba Lotte Marines (Nippon Professional Baseball, Japon) :  1995, 1998
- Brewers de Milwaukee (Ligue américaine de baseball, États-Unis) :  1997
- Rays de Tampa Bay (Ligue américaine de baseball, États-Unis) :  1999
- Samsung Lions (Organisation coréenne de baseball, Corée du Sud) :  2000
- Los Tigres del Quintana Roo (Ligue mexicaine de baseball, Mexique) :  2001, 2008
- Braves d'Atlanta (Ligue nationale de baseball, États-Unis) :  2001-2005, 2007
- Mets de New York (Ligue nationale de baseball, États-Unis) :  2006-2007
- Leones del Escogido : 1980-2008 (Ligue d'hiver de République dominicaine)